# Sentenced
I Sentenced sono stati un gruppo gothic metal finlandese, formatosi nel 1989 a Oulu.

## Storia del gruppo

### Il death metal degli esordi
La band è nata nel 1989 a Oulu, Finlandia dai chitarristi Sami Lopakka e Miika Tenkula, e dal batterista Vesa Ranta. Nel 1990 il bassista e cantante Taneli Jarva si unisce al gruppo e nel 1991 esce il primo album dal titolo Shadows of the Past con un sound prettamente death metal che, nelle due successive pubblicazioni North from Here e The Trooper, entrambi datati 1993, non cambia.
Nel 1995 la band pubblica l'album Amok, che segna un cambiamento nel loro stile: le canzoni diventano più melodiche e il death degli esordi lascia spazio a un heavy metal con tinte gotiche molto originale. Il successivo mini-CD Love & Death, mantiene le stesse caratteristiche, riprendendo sonorità paragonabili ai contemporanei Paradise Lost. Non appena i Sentenced ottengono un sicuro punto d'appoggio sul mercato del melodic death metal, Jarva sorprende tutti lasciando il gruppo per fondare i The Black League.

### L'arrivo di Ville Laihiala e la svolta verso il gothic metal
La voce bassa di Jarva viene sostituita da quella molto più chiara di Ville Laihiala e Sami Kukkohovi diventa il nuovo bassista. La nuova formazione fa il suo debutto con l'album Down nel 1996. La musica diventa ancora più melodica, carattere che si accentua ulteriormente con il quinto album Frozen.
I due album successivi, Crimson ma soprattutto The Cold White Light ottengono un tale successo da coprire quello degli album precedenti. Lo stile della band è diventato unico e per loro viene coniato il termine "suicide metal" per definire la particolare caratteristica di riversare quasi tutte le liriche su tematiche tristissime, quali il suicidio, la morte, la perdita di una persona cara. Non a caso la loro pagina web viene definita "official homegrave".

### Lo scioglimento
Nel 2005 i Sentenced annunciano la fine della propria avventura con The Funeral Album, nel perfetto stile mortuario che da sempre li accompagna. Il 24 novembre 2006, il gruppo pubblica un DVD dal titolo Buried Alive contenente il loro ultimo concerto dal vivo, tenutosi proprio a Oulu. Per l'occasione torna ad esibirsi Taneli Jarva in veste di ospite, cantando i pezzi del suo periodo con il gruppo.
Dopo lo scioglimento Ville Laihiala continua a lavorare con i Poisonblack, side-project nato nel 2000 durante la sua permanenza nei Sentenced. Sami Lopakka dà vita ai KYPCK nel 2007, band doom metal finlandese, ma con testi cantati in russo.
La notte tra il 18 e 19 febbraio 2009 Miika Tenkula muore nel suo appartamento a Muhos, in Finlandia a causa di un infarto.

## Formazione

### Ultima formazione
- Ville Laihiala – voce (1996–2005)
- Miika Tenkula – chitarra (1989–2005), voce (1989–1992), basso (1996)
- Sami Lopakka – chitarra (1989–2005)
- Sami Kukkohovi – basso (1996–2005)
- Vesa Ranta – batteria (1989–2005)

### Componenti del passato
- Lari Kylmänen – basso (1989–1991)
- Taneli Jarva – voce, basso (1991–1996)

## Discografia
- 1991 – Shadows of the Past
- 1993 – North from Here
- 1995 – Amok
- 1996 – Down
- 1998 – Frozen
- 2000 – Crimson
- 2002 – The Cold White Light
- 2005 – The Funeral Album

## Videografia

### DVD
- 2006 – Buried Alive

### Video musicali
- 1994 – Nepenthe
- 1996 – Noose
- 1996 – Bleed
- 1998 – The Suicider
- 1999 – Killing Me, Killing You
- 2002 – No One There
- 2005 – Ever-Frost
- 2005 – Despair Ridden Hearts